# Timaliídeos
Os timaliídeos (Timaliidae) são uma família de aves passeriformes nativa do Velho Mundo, que compreende cerca de 56 espécies de tagarelas. São bastante diversos em tamanho e coloração, mas são caracterizados por uma plumagem macia. São aves de áreas tropicais, com maior variedade no Sudeste Asiático e no subcontinente indiano. O termo tagarela anteriormente também referia-se aos bombicilídeos e pnoepigídeos.
A diversidade morfológica é bastante alta; a maioria das espécies assemelha-se a toutinegras, gaios ou tordos. Este grupo está entre as famílias de aves do Velho Mundo com o maior número de espécies ainda sendo descobertas.

## Características
Os tagarelas são aves de pequeno a médio porte. Possuem pernas fortes, e muitos são bastante terrestres. Normalmente têm bicos generalizados, semelhantes aos de um tordo ou toutinegra, exceto os membros dos gêneros Pomatorhinus e Erythrogenys, que portam de bicos grossos e curvados. A maioria tem plumagem predominantemente marrom com tons de cinza, e pouco dimorfismo sexual, mas também existem muitas espécies de cores mais vivas.
Este grupo não é migratório, e a maioria das espécies possuem asas curtas e arredondadas e um voo fraco. Vivem em ambientes levemente arborizados ou em cerrados, variando desde pântanos a quase desertos. São principalmente insetívoros, embora muitos também alimentam-se de bagas, e espécies maiores até comem pequenos lagartos e outros vertebrados.
Os tagarelas vivem em comunidades e são altamente sociáveis, defendendo territórios conjuntamente. Muitos até se reproduzem em comunidade, com um par dominante construindo um ninho e o restante ajudando a defender e criar seus filhotes. Os machos jovens permanecem com o grupo, enquanto as fêmeas se afastam para encontrar um novo grupo e, assim, evitar a endogamia. Fazem ninhos de galhos e os escondem na vegetação densa.

## Sistemática

### Taxonomia
A sistemática dos timaliídeos tem sido contestada há muito tempo. Durante grande parte do século XX, a família foi usada como um "táxon de descarte" para inúmeras aves canoras do Velho Mundo difíceis de serem categorizadas (como Picathartidae). O ornitólogo alemão Ernst Hartert fez uma piada quando, em 1910, resumiu essa atitude com a afirmação de que, nos passeriformes: "Was man nicht unterbringen kann, sieht man als Timalien an." (O que não se pode categorizar sistematicamente é considerado um tagarela).
Os taxóns mais obviamente deslocados foram removidos aos poucos no final do século passado. Desde então, com o auxílio de dados de sequência de DNA, foi confirmado que mesmo o grupo restante não é monofilético. A análise dos dados do mtDNA citocromo b 12S/16S rRNA (Cibois 2003a) alegou que os timaliídeos foram estudados através do que essencialmente era uma politomia mal resolvida com os silviídeos e zosteropídeos.

### Classificação
A família atualmente inclui 56 espécies divididas nos seguintes 10 gêneros:
| Imagem | Gênero                                            | Espécies |
| ------ | ------------------------------------------------- | --- |
|        | Erythrogenys Baker, 1930                          | - Tagarela-grande, Erythrogenys hypoleucos - Tagarela-de-estrias-pretas, Erythrogenys erythrocnemis - Tagarela-de-listras-pretas, Erythrogenys gravivox - Tagarela-de-peito-pintado, Erythrogenys mcclellandi - Tagarela-de-flancos-cinzas, Erythrogenys swinhoei - Tagarela-ferrugíneo, Erythrogenys erythrogenys |
|        | Pomatorhinus Horsfield, 1821                      | - Tagarela-indiano, Pomatorhinus horsfieldii - Tagarela-cingalês Pomatorhinus melanurus - Tagarela-de-coroa-cinzenta, Pomatorhinus schisticeps - Tagarela-de-java, Pomatorhinus montanus - Tagarela-da-sunda, Pomatorhinus bornensis - Tagarela-de-peito-riscado, Pomatorhinus ruficollis - Tagarela-da-formosa, Pomatorhinus musicus - Tagarela-de-bico-vermelho, Pomatorhinus ochraceiceps - Tagarela-de-bico-coralino, Pomatorhinus ferruginosus - Tagarela-de-bico-fino, Pomatorhinus superciliaris |
|        | Spelaeornis David & Oustalet, 1877 – tagarelinhas | - Tagarelinha-de-garganta-ruiva, Spelaeornis caudatus - Tagarelinha-de-mishmi, Spelaeornis badeigularis - Tagarelinha-de-asa-barrada, Spelaeornis troglodytoides - Tagarelinha-naga, Spelaeornis chocolatinus - Tagarelinha-dos-gaoligong, Spelaeornis reptatus - Tagarelinha-dos-chim, Spelaeornis oatesi - Tagarelinha-de-garganta-clara, Spelaeornis kinneari - Tagarelinha-de-megalaia, Spelaeornis longicaudatus |
|        | Stachyris Hodgson, 1844                           | - Tagarela-de-peito-branco, Stachyris grammiceps - Tagarela-fuliginoso, Stachyris herberti - Tagarela-de-nonggang, Stachyris nonggangensis - Tagarela-de-cabeça-riscada, Stachyris nigriceps - Tagarela-de-cabeça-cinzenta, Stachyris poliocephala - Tagarela-de-pescoço-manchado, Stachyris strialata - Tagarela-de-garganta-branca, Stachyris oglei - Tagarela-maculado, Stachyris maculata - Tagarela-orelhudo, Stachyris leucotis - Tagarela-de-garganta-preta, Stachyris nigricollis - Tagarela-de-babete, Stachyris thoracica - Tagarela-de-peito-negro, Stachyris humei - Tagarela-de-peito-recortado, Stachyris roberti |
|        | Cyanoderma Salvadori, 1874                        | - Tagarela-ruivo Cyanoderma rufifrons - Tagarela-de-barrete-ruivo Cyanoderma ruficeps - Tagarela-barbanegra Cyanoderma pyrrhops - Tagarela-dourado Cyanoderma chrysaeum - Tagarela-de-asas-ruivas Cyanoderma erythropterum - Tagarela-de-colar Cyanoderma melanothorax - Tagarela-de-peito-moreno Cyanoderma ambiguum |
|        | Dumetia Blyth, 1852                               | - Tagarela-de-barriga-ruiva, Dumetia hyperythra - Tagarela-de-cabeça-preta, Dumetia atriceps |
|        | Mixornis Blyth, 1842                              | - Tagarela-de-garganta-estriada, Mixornis gularis - Tagarela-de-garganta-listrada, Mixornis bornensis - Tagarela-de-orelhas-cinzentas, Mixornis flavicollis - Tagarela-de-faces-cinzentas, Mixornis kelleyi |
|        | Macronus Jardine & Selby, 1835                    | - Tagarela-pardo, Macronus striaticeps - Tagarela-despenteado, Macronus ptilosus |
|        | Timalia Horsfield, 1821                           | - Tagarela-de-barrete-castanho, Timalia pileata |
|        | Melanocichla Sharpe, 1883                         | - Tagarela-preto, Melanocichla lugubris - Charlatão-careca, Melanocichla calva |